# Mario Tennis Aces
Mario Tennis Aces is een tennisspel ontwikkeld door Camelot Software Planning en uitgegeven door Nintendo voor de Nintendo Switch. Het maakt deel uit van de Mario Tennis-serie en werd wereldwijd uitgebracht op 22 juni 2018. Tegen het einde van 2019 waren er meer dan 3 miljoen exemplaren van de game verkocht, waardoor het een van de best verkochte games op de Switch is.

## Gameplay
De gameplay van Mario Tennis Aces bestaat uit het spelen van tenniswedstrijden met verschillende personages uit de Super Mario-serie. Spelers kunnen kiezen uit Mario, Luigi, Wario, Peach, Waluigi, Daisy, Rosalina, Yoshi, Donkey Kong, Bowser, Toad, Toadette, Chain Chomp, Bowser Jr., Boo en Spike. Nieuwe personages worden toegevoegd door deel te nemen aan maandelijkse toernooien, of worden de volgende maand aan de selectie toegevoegd als de speler niet meedoet. Er zijn verschillende personages toegevoegd in het spel, zoals; Koopa Troopa in juli 2018, Blooper in augustus 2018, Diddy Kong in september 2018, Birdo in oktober 2018, Koopa Paratroopa in november 2018, Petey Piranha en Shy Guy in december 2018, Luma in januari 2019, Boom Boom in februari 2019, Pauline in maart 2019, Kamek in april 2019, Dry bones in mei 2019, Fire Piranha Plant in juni 2019, en Dry Bowser in juli 2019. Net als in eerdere delen van de serie, bevat Aces veel technieken, zoals "topspins", waarbij de bal parallel beweegt aan de richting waarin hij wordt geraakt, "slice", waarbij de bal naar één kant buigt wanneer hij wordt geraakt, en "lobs" waar de bal naar boven beweegt.
Aces voegt verschillende nieuwe mechanismen toe aan de Mario Tennis-serie. Met behulp van de bewegingsbesturing van de Joy-Con kan de speler een "zoneschot" starten, waarbij de speler direct kan richten waar de bal zal gaan terwijl het spel in een gepauzeerde toestand komt. Als de tegenstander het zoneschot tegenslaat, zal zijn racket schade oplopen.